# Албинов Дужи
Албинов Дужи (пољ. Albinów Duży) је село у Пољској које се налази у војводству Лублинском у повјату Билгорајском у општини Горај.
Од 1975. до 1998. године ово насеље се налазило у Замојском војводству.